# الهداف تي في
الهداف تي في (بالفرنسية: El Heddaf TV)‏ قناة فضائية عربية جزائرية تبث من الجزائر العاصمة، وهي تابعة لجريدة الهداف. تأسست سنة 2014، تنقل آخر أخبار كرة القدم بشكل خاص، إضافة إلى قيامها بمقابلات صحفية مع عدد من اللاعبين ومدربي الفرق المحلية الجزائرية كما تقوم بنقل ربورتاجات تخص الفرق العالمية الكبرى ولاعبيها.

## وصلات خارجية
- الموقع الرسمي
- الهداف تي في  على فيسبوك.